# Move Your Body (bài hát của Eiffel 65)
"Move Your Body" là một bài hát của nhóm nhạc nước Ý Eiffel 65 nằm trong album phòng thu đầu tay của họ, Europop (năm 1999). Nó được phát hành vào ngày 30 tháng 11 năm 1999 như là đĩa đơn thứ hai trích từ album bởi Logic Records. Bài hát được viết lời bởi Domenico Capuano, Roberto Molinaro, Maurizio Lobina, Gianfranco Randone và Massimo Gabutti, người đồng sản xuất nó với Luciano Zucchet. "Move Your Body" là sự kết hợp giữa những yếu tố của nhạc sàn Italia, nhạc house Italia và nhạc sàn nói chung, trong đó quá trình sản xuất và giọng hát được hiệu chỉnh bởi phần mềm biến đổi chất giọng Auto-Tune được nhiều nhà phê bình đánh giá là tương tự như đĩa đơn trước, "Blue (Da Ba Dee)" (năm 1999).
Sau khi phát hành, "Move Your Body" nhận được những phản ứng trái chiều từ các nhà phê bình âm nhạc, nhưng là một thành công vượt trội về mặt thương mại. Nó đứng đầu các bảng xếp hạng ở Áo, Đan Mạch, Pháp và Ý, và lọt vào top 10 ở hầu hết những quốc gia nó xuất hiện, bao gồm vươn đến top 5 ở Úc, Bỉ (Wallonia), Đức, Ireland, Thụy Sĩ và Vương quốc Anh. Đây được xem là một trong những bản hit thành công nhất trong sự nghiệp của Eiffel 65, và giúp họ vượt qua những định kiến về việc trở thành một hiện tượng một hit sau thành công của "Blue (Da Ba Dee)".
Video ca nhạc cho "Move Your Body" được thực hiện bởi BlissCoMedia, và được xem là phần tiếp theo của video ca nhạc cho "Blue (Da Ba Dee)". Trong video, Eiffel 65 có một buổi hòa nhạc trên hành tinh của những người ngoài hành tinh xanh, trước khi một nhóm kẻ thù bắt cóc một người ngoài hành tinh nữ. Những thành viên của ban nhạc (với sự giúp đỡ của Zorotl, một người ngoài hành tinh xanh được thực hiện thông qua đồ họa vi tính) đã giải cứu cô bằng một thiết bị dịch chuyển. Để quảng bá bài hát, nhóm đã trình diễn nó trên nhiều chương trình truyền hình như Top of the Pops và Wetten, dass..?.

## Danh sách bài hát
Đĩa CD tại châu Âu
1. "Move Your Body" (DJ Gabry Ponte Original Video chỉnh sửa) – 3:30
2. "Move Your Body" (DJ Gabry Ponte Original Club Mix) – 5:54

Đĩa CD #1 tại Anh quốc
1. "Move Your Body" (DJ Gabry Ponte Original Club chỉnh sửa) – 4:29
2. "Move Your Body" (Roby Molinaro Forge chỉnh sửa) – 7:03
3. "Move Your Body" (Casino Machine Paris Dub) – 7:01
4. "Move Your Body" (video) – 3:28

Đĩa CD #2 tại Anh quốc
1. "Move Your Body" (DJ Gabry Ponte chỉnh sửa) – 3:29
2. "Move Your Body" (DJ Gabry Ponte Original Club Mix) – 5:55
3. "Move Your Body" (Album Sampler Megamix) – 6:07

## Xếp hạng
| Bảng xếp hạng (1999-2000)          | Vị trí cao nhất |
| ---------------------------------- | --------------- |
| Úc (ARIA)                          | 4               |
| Áo (Ö3 Austria Top 40)             | 1               |
| Bỉ (Ultratop 50 Flanders)          | 15              |
| Bỉ (Ultratop 50 Wallonia)          | 4               |
| Canada (The Record)                | 4               |
| Canada (RPM)                       | 7               |
| Canada Dance (RPM)                 | 1               |
| Đan Mạch (Tracklisten)             | 1               |
| Châu Âu (European Hot 100 Singles) | 1               |
| Phần Lan (Suomen virallinen lista) | 10              |
| Pháp (SNEP)                        | 1               |
| Đức (Official German Charts)       | 4               |
| Ireland (IRMA)                     | 4               |
| Ý (FIMI)                           | 1               |
| Hà Lan (Dutch Top 40)              | 19              |
| Hà Lan (Single Top 100)            | 19              |
| New Zealand (Recorded Music NZ)    | 6               |
| Na Uy (VG-lista)                   | 20              |
| Scotland (OCC)                     | 3               |
| Tây Ban Nha (PROMUSICAE)           | 3               |
| Thụy Điển (Sverigetopplistan)      | 8               |
| Thụy Sĩ (Schweizer Hitparade)      | 2               |
| Anh Quốc (OCC)                     | 3               |
| Hoa Kỳ Pop Airplay (Billboard)     | 36              |

| Bảng xếp hạng (2000)                 | Vị trí |
| ------------------------------------ | ------ |
| Australia (ARIA)                     | 33     |
| Austria (Ö3 Austria Top 40)          | 10     |
| Belgium (Ultratop 40 Wallonia)       | 34     |
| Denmark (Tracklisten)                | 31     |
| Europe (European Hot 100 Singles)    | 6      |
| France (SNEP)                        | 13     |
| Germany (Official German Charts)     | 31     |
| Italy (Hit Parade)                   | 4      |
| Netherlands (Dutch Top 40)           | 122    |
| Switzerland (Schweizer Hitparade)    | 20     |
| UK Singles (Official Charts Company) | 77     |

## Chứng nhận
| Quốc gia                                                                           | Chứng nhận | Số đơn vị/doanh số chứng nhận |
| ---------------------------------------------------------------------------------- | ---------- | ----------------------------- |
| Úc (ARIA)                                                                          | Bạch kim   | 70.000^                       |
| Áo (IFPI Áo)                                                                       | Vàng       | 25.000*                       |
| Bỉ (BEA)                                                                           | Vàng       | 25.000*                       |
| Pháp (SNEP)                                                                        | Bạch kim   | 500.000*                      |
| Đức (BVMI)                                                                         | Vàng       | 250,000^                      |
| New Zealand (RMNZ)                                                                 | Vàng       | 5.000*                        |
| Thụy Sĩ (IFPI)                                                                     | Vàng       | 25.000^                       |
| * Chứng nhận dựa theo doanh số tiêu thụ. ^ Chứng nhận dựa theo doanh số nhập hàng. |            |                               |